# Arrondissement de Neufchâteau (Belgien)
Arrondissement de Neufchâteau (franska: Neufchâteau) är ett arrondissement i Belgien.   Det ligger i provinsen Luxemburg och regionen Vallonien, i den sydöstra delen av landet, 130 kilometer sydost om huvudstaden Bryssel. Antalet invånare är 59 861. Arean är 1 355 kvadratkilometer. Arrondissement de Neufchâteau gränsar till Virton, Arrondissement d'Arlon, Arrondissement de Bastogne, Arrondissement de Marche-en-Famenne, Arrondissement of Dinant och Arrondissement Sedan. 
Terrängen i Arrondissement de Neufchâteau är kuperad åt nordväst, men åt sydost är den platt.
Arrondissement de Neufchâteau delas in i följande kommuner:
- Bertrix
- Bouillon
- Daverdisse
- Herbeumont
- Léglise
- Libin
- Libramont-Chevigny
- Neufchâteau
- Paliseul
- Saint-Hubert
- Tellin
- Wellin

I omgivningarna runt Arrondissement de Neufchâteau växer i huvudsak blandskog. Runt Arrondissement de Neufchâteau är det ganska tätbefolkat, med 56 invånare per kvadratkilometer.